# 皇庙
皇庙，位于山西省太原市迎泽区文庙街道文庙社区万寿宫街、五一路南段东侧，为现存唯一的明朝王府宗庙。

## 历史
太原皇庙，由晋恭王朱棡建于1370年，用于祭祀先祖。清代更名为万寿宫。清顺治二年（1645年）晋王府毁于火灾，位于宫城外的皇庙成为晋王府唯一的遗迹。1949年以后，皇庙改作他用，1971年成为橡胶二厂的库房。

## 建筑
太原皇庙占地11000平方米，采用黄琉璃瓦顶和龙形装饰，为山西所仅见。

## 保护
1983年8月17日，皇庙公布为第一批太原市文物保护单位。2004-2005年，太原市修复皇庙。